# Сайо

35°0′15″ пн. ш. 134°21′21″ сх. д. / 35.00417° пн. ш. 134.35583° сх. д.
Сайо (яп. 佐用町) — містечко в Японії, в повіті Сайо префектури Хьоґо.